# Михель, Любош
Лю́бош Ми́хель (словац. Ľuboš Micheľ; род. 16 мая 1968, Стропков) — словацкий футбольный судья (судья ФИФА с 1993).
Получил два образования: первое — преподавателя истории, а второе — менеджера. Он владеет словацким, английским, русским, чешским, польским языками, понимает по-хорватски, занимается теннисом, плаванием, бегом трусцой. Хобби — футбольный тренер.
На родине владеет заводом по производству шин, работает в словацком парламенте.

## Карьера
Финальные турниры: Чемпионат мира (2002, 2006), Олимпийские игры (2000), Кубок конфедераций (2005), Чемпионат Европы (2004), 2008, Чемпионат мира среди 17-летних футболистов (1997).
Обслуживал финальный матч Лиги Чемпионов 2007/08, прошедший в Москве.
На чемпионате Европы 2008 Любош Михель судил матчи группового тура Франция — Италия и Швейцария — Турция. 21 июня он судил четвертьфинальный матч между сборными Голландии и России. По отзывам посетителей сайта www.ratetheref.net по итогам групповой стадии Михель занимал третье место из двенадцати судей чемпионата по качеству судейства, однако после четвертьфинального матча Россия — Нидерланды (где он ошибочно показал вторую жёлтую карточку Денису Колодину, но отменил удаление после подсказки бокового судьи) его рейтинг упал до 9 места.
23 октября 2008 года Любош Михель сообщил об окончании своей судейской деятельности. В ближайшее время ему будет проведена операция на ахилловом сухожилии, и хотя после восстановления, которое может занять 4-5 месяцев, 40-летний словацкий судья мог бы ещё около 4 лет судить на высшем уровне, он решил окончательно повесить бутсы и свисток на гвоздь. Последним матчем в его карьере стала игра в Премьер-Лиге Украины между «Металлургом» из Запорожья и харьковским «Металлистом».
27 октября 2008 года Михель заключил контракт с донецким «Шахтёром», став директором отдела международных соревнований клуба. С декабря 2015 года по ноябрь 2018 года он работал в "ПАОК" в качестве спортивного директора и президента. С сентября 2021 года Михель работал на должности президента в словацком клубе "Татран".
В октябре 2022 года безуспешно баллотировался на пост мэра словацкого города Прешов.